# Parthenolecanium orientalis
Parthenolecanium orientalis är en insektsart som beskrevs av Borchsenius 1957. Parthenolecanium orientalis ingår i släktet Parthenolecanium och familjen skålsköldlöss. Inga underarter finns listade i Catalogue of Life.